# Supercopa de los Países Bajos 2008
La Supercopa de los Países Bajos 2008 (Johan Cruijff Schaal 2008 en neerlandés) fue la 19.ª edición de la Supercopa de los Países Bajos. El partido se jugó el 23 de agosto de 2008 en el Amsterdam Arena entre el PSV Eindhoven, campeón de la Eredivisie 2007-08 y el Feyenoord de Róterdam, campeón de la KNVB Beker 2007-08. PSV ganó por 2-0 en el Amsterdam Arena frente a 30.000 espectadores.
| PSV Eindhoven         |  | Bandera de los Países Bajos |  | Campeón de la Eredivisie 2007-08               |
| Feyenoord de Róterdam |  | Bandera de los Países Bajos |  | Campeón de la Copa de los Países Bajos 2007-08 |

## Partido
| 23 de agosto de 2008, 18:00 | Feyenoord de Róterdam | 0:2 (0:0) | PSV Eindhoven               | Amsterdam Arena, Ámsterdam                             |                                                        |
|                             |                       | Reporte   | 55' Lazović · 67' Marcellis | Asistencia: 30.000 espectadores Árbitro(s): Kevin Blom | Asistencia: 30.000 espectadores Árbitro(s): Kevin Blom |

|                                 |
| Campeón PSV Eindhoven 8º título |